# Santiago Royo Segura
Santiago Royo Segura (Manises, 1940 - Benirredrà, 18 d'abril de 2022) fou un artista valencià, especialitzat en aquarel·la.
Va treballar la publicitat i estigué afincat a Europa i el Canadà, fins que a finals dels anys 70 s'assenta en Gandia. Fou professor de la Universitat Popular de Gandia.